# Xanton-Chassenon
Xanton-Chassenon è un comune francese di 730 abitanti situato nel dipartimento della Vandea, nella regione dei Paesi della Loira.

## Società

### Evoluzione demografica
Abitanti censiti